# Chlamydephorus
Chlamydephorus é um género de gastrópode  da família Chlamydephoridae.
Este género contém as seguintes espécies:
- Chlamydephorus burnupi
- Chlamydephorus dimidius
- Chlamydephorus purcelli